# Episolder finitimus
Episolder finitimus är en spindelart som beskrevs av Andrei V. Tanasevitch 1995. Episolder finitimus ingår i släktet Episolder och familjen täckvävarspindlar. Inga underarter finns listade i Catalogue of Life.